# Vila Verde (Alijó)
Vila Verde é uma povoação portuguesa sede da Freguesia de Vila Verde do Município de Alijó, freguesia com 42,09 km² de área e 547 habitantes (censo de 2021), tendo, por isso, uma densidade populacional de 13 hab./km².
As aldeias que compõem a freguesia de Vila Verde são: Vila Verde, Balsa, Freixo, Fundões, Jorjais de Perafita, Perafita, Souto de Escarão e Vale de Agodim.
Situada na parte norte do Município de Alijó, em lugar alto, plano e frio, perto da margem esquerda do rio Pinhão, a freguesia de Vila Verde fez parte das vastíssimas terras de Panóias até aos séculos XVII – XVIII, passando em seguida a Curato anexo à reitoria de Três Minas, sendo depois reitoria.
A sede desta freguesia tem vários séculos de existência como provam aliás vestígios castrejos, casas tipicamente transmontanas, de pedra da região e inúmeros monumentos.
Nesse capítulo as casas feitas de pedra com varandas em lages horizontais na parte frontal da casa são um belíssimo exemplo de casas transmontanas que se mantiveram ao longo dos séculos, sem grandes alterações de construções modernas, em especial na parte velha da aldeia.
É a freguesia mais vasta do Município de Alijó, constituída por oito aldeias. O Santo Padroeiro é Santa Marinha e tem uma festa anual em sua honra, juntamente com São Sebastião no segundo domingo de Agosto.
Aqui é realizada anualmente no dia seis de Janeiro uma feira das mais conhecidas e frequentadas da região, a feira de gado de Vila Verde denominada por "Feira dos Reis". São atribuídos prémios ao melhor gado presente na feira.
As principais atividades baseiam-se na pastorícia e na agricultura de batata, castanha, milho e centeio.

## Demografia
A população registada nos censos foi:
| Distribuição da População por Grupos Etários | Distribuição da População por Grupos Etários | Distribuição da População por Grupos Etários | Distribuição da População por Grupos Etários | Distribuição da População por Grupos Etários |
| -------------------------------------------- | -------------------------------------------- | -------------------------------------------- | -------------------------------------------- | -------------------------------------------- |
| Ano                                          | 0-14 Anos                                    | 15-24 Anos                                   | 25-64 Anos                                   | > 65 Anos                                    |
| 2001                                         | 121                                          | 116                                          | 379                                          | 228                                          |
| 2011                                         | 58                                           | 48                                           | 311                                          | 205                                          |
| 2021                                         | 37                                           | 44                                           | 256                                          | 210                                          |

## Património
- Igreja Matriz de Santa Marinha
- Capela de São Gonçalo
- Capela no lugar de Perafita
- Capela no lugar do Freixo
- Capela no lugar de Junjais

No que respeita ao património possui santuário, casa dos médicos, casa paroquial, ponte romana, cerca romana, caminho romano, forno dos mouros, cabeço de nossa senhora, fontes, cruzeiros e vestígios medievais em todas as aldeias desta freguesia, donde se destaca a aldeia de Perafita, inspiradora de inúmeros trabalhos históricos e de programas de televisão.

## Gastronomia
Enchidos, presunto, bola de carne e cabrito assado.

## Povoações
- Balsa
- Freixo
- Fundões
- Jorjais de Perafita
- Perafita
- Souto de Escarão
- Vale de Agodim
- Vila Verde